# Santa Cruz La Laguna
Santa Cruz La Laguna è un comune del Guatemala facente parte del dipartimento di Sololá.